# Анкарска епархия
Анкарската или Анкирската епархия (на гръцки: Ιερά Μητρόπολη Αγκύρας) е титулярна епархия на Вселенската патриаршия. Диоцезът съществува от 325 до 1922 година с център в град Анкира, на турски Анкара. Титлата на предстоятеля е Митрополит на Анкара, ипертим и екзарх на цяла Галатия (Ο Αγκύρας, υπέρτιμος και έξαρχος πάσης Γαλατίας).

## История
Анкарската митрополия е основана в 325 година, първоначално под почетния примат на Кесарийската, а от 451 година директно под управлението на Константинополската патриаршия. В VII век има 8 подчинени епископии, а в ΧΙ век – 6. След селджукската окупация на района епископиите постепенно намаляват и в XIII век не остава нито една.
Митрополията граничи с Бурсенската, Никейската (Тивазийска част) и Неокесарийската (Гангренска част) на север, с Кесарийската на изток, с Иконийската и Филаделфийската на юг и с Филаделфийската, Бурсенската и Никейската (Тивазийска част) на запад. Други важни градове са Дорилео (Ескишехир), Котиео (Кютахия), Анастасиополис (Бейпазаръ), Илиуполис (Илъхан), Юстинануполис (Сиврихисар), Гордио (Полатлъ), Калумни (Чубук), Мизос (Аяш) и Коптолофос (Къръккале).
След разгрома на Гърция в Гръцко-турската война и обмена на население между Гърция и Турция в 1922 година, на територията на епархията не остава православно население.

## Митрополити
| Име                    | Име         | Управление                           | Забележка                              | Години      |
| ---------------------- | ----------- | ------------------------------------ | -------------------------------------- | ----------- |
| Лаврентий              | Λαυρέντιος  | ~1639                                |                                        |             |
| Серафим                | Σεραφείμ    | декември 1773 – 15 юни 1779          | подал оставка                          | ? – 1790    |
| Йоаникий II            | Ιωαννίκιος  | юли 1779 – март 1811                 | в никейски м.                          | ? – 1823    |
| Софроний II            | Σωφρόνιος   | март 1811 – 1814 †                   |                                        | ? – 1814    |
| Методий                | Μεθόδιος    | юни 1814 – 13 май 1823               | в антиохийски п.                       | 1771 – 1850 |
| Агатангел Мириантусис  | Αγαθάγγελος | май 1823 – септември 1827            | в тивански м.                          | 1780 – 1852 |
| Теодосий II            | Θεοδόσιος   | октомври 1827 – 1834 †               | от зъхненски т.е. (март 1821)          | ? – 1834    |
| Герасим III            | Γεράσιμος   | 1834 – септември 1836                | от кесарийски м., в ефески м.          | ? – 1837    |
| Кирил                  | Κύριλλος    | септември 1836 – август 1838         | по-рано артенски м., подал оставка     |             |
| Никифор                | Νικηφόρος   | август 1838 – юни 1845               | в нишки м.                             | ? – 1847    |
| Йеротей                | Ιερόθεος    | юни 1845 – декември 1852             | подал оставка, 4 март 1882 †           | ? – 1882    |
| Мелетий II             | Μελέτιος    | декември 1852 – 16 октомври 1860     | от амисоски т.е., във филаделфийски м. | ? – 1883    |
| Йоаникий ΙΙΙ Иконому   | Ιωαννίκιος  | октомври 1860 – 25 май 1872          | от филипийски м.                       | ? – 1879    |
| Хрисант Кесариец       | Χρύσανθος   | 25 май 1872 – август 1877 †          | по-рано касандрийски м.                | ? – 1877    |
| Герасим IV             | Γεράσιμος   | 3 септември 1877 – 1 февруари 1899 † | от алепски м.                          | 1820 – 1899 |
| Николай II Сакопулос   | Νικόλαος    | 1 май 1899 – 19 октомври 1902        | от воденски м., в маронийски м.        | 1862 – 1927 |
| Софроний II Нистопулос | Σωφρόνιος   | 19 октомври 1902 – 27 март 1910      | от струмишки м., в кесарийски м.       | ? – 1917    |
| Гервасий Сараситис     | Γερβάσιος   | 1 април 1910 – 17 ноември 1922       | от корчански м., в дедеагачки м.       | 1867 – 1934 |
| Йеремия Калийоргис     |             | 10 юли 2018 – 20 юни 2025 †          | от швейцарски м.                       | 1935 – 2025 |